# Alena Vrzáňová
Alena Vrzáňová, po mężu Steindler, znana też jako Ája Zanová (ur. 16 maja 1931 w Pradze, zm. 30 lipca 2015 w Nowym Jorku) – czeska łyżwiarka figurowa.

## Życiorys
W dzieciństwie otrzymała pseudonim Aja. Jej matka z zawodu była śpiewaczką operową. W 1948 roku zajęła piąte miejsce na Zimowych Igrzyskach Olimpijskich. W roku 1949 i 1950 zdobyła tytuł mistrzyni świata w łyżwiarstwie figurowym. W 1950 roku zdobyła złoty medal na ME w Oslo (1948 – braz, 1949 – srebro). Po zdobyciu drugiego tytułu mistrzyni świata nie wróciła do Czechosłowacji, lecz wyemigrowała do USA i występowała w rewiach.. W 1969 roku poślubiła Paula Steindlera, kucharza i restauratora, który zmarł w 1983 roku. W 2004 roku prezydent Václav Klaus odznaczył ją Medalem Zasługi w uznaniu zasług dla państwa Republiki Czeskiej, a w 2009 jej nazwisko trafiło do Galerii Sławy łyżwiarstwa figurowego. Zmarła w szpitalu Mount Sinai św. Łukasza na Manhattanie.

## Nagrody i odznaczenia
- Światowa Galeria Sławy Łyżwiarstwa Figurowego – 2009[3]